# NGC 408
NGC 408は、うお座の恒星である。1867年10月22日に、ヘルマン・シュルツによって発見された。

## 特徴
ニュージェネラルカタログでは、「とても暗く、とても小さく、NGC 410が8秒東にある」と説明されている。この条件に合致する位置には、15等星が1つみえるだけで、他に天体はない。シュルツの測定は正確で、シュルツの赤道座標に地球の歳差を補正すると、0.1分しか違わない位置にその恒星がある。ゆえに、この15等星がNGC 408であるのは間違いないと考えられる。なお、この恒星から2分程南にある銀河PGC 4221をNGC 408と同定している資料もあるが、NGC天体なので恒星ではなく銀河だろうという思い込みのなせる業と推測される。